# Martinsfenster (Coulandon)

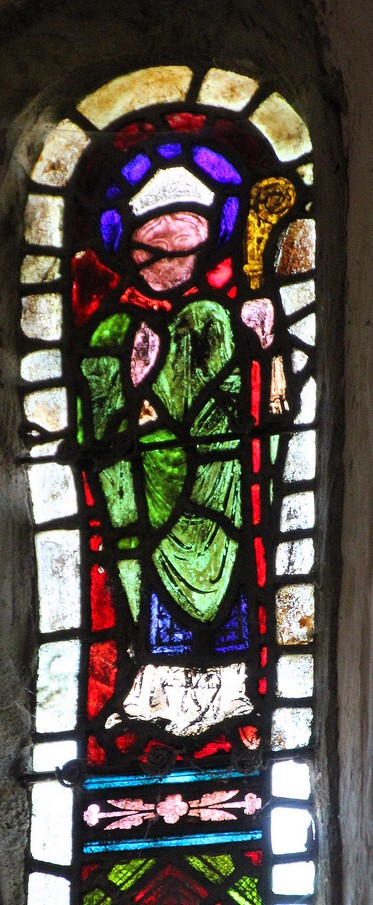
Martinsfenster in Coulandon

Die zwei Martinsfenster in der Kirche St-Martin in Coulandon, einer französischen Gemeinde im Département Allier der Region Auvergne-Rhône-Alpes, wurden im 13. Jahrhundert geschaffen. Im Jahr 1903 wurden die gotischen Bleiglasfenster als Monument historique klassifiziert.
Die beiden einen Meter hohen Fenster stellen vermutlich den heiligen Martin von Tours als Bischof mit Bischofsstab dar. Sie sind die ältesten Kirchenfenster im Bourbonnais.